# Den-Dobrîi, Horodnea
Den-Dobrîi (în ucraineană День-Добрий) este un sat în comuna Volodîmîrivka din raionul Horodnea, regiunea Cernihiv, Ucraina.

## Demografie
Componența lingvistică a localității Den-Dobrîi
     Ucraineană (100%)
Conform recensământului din 2001, toată populația localității Den-Dobrîi era vorbitoare de ucraineană (100%).